# Ilosvai Varga István
Ilosvai Varga István Endre György Mihály (Kunhegyes, 1895. augusztus 31. – Budapest, 1978. december 18.) magyar festő, érdemes művész (1968), kiváló művész (1974).

## Életpályája
Szülei: Ilosvai Varga István vármegyei tisztviselő és Takácsy Ida voltak. 1913-ban Jászberényben érettségizett. 1913-ban a jogot kezdett tanulni, de közben a fővárosi Iparrajziskola esti tagozatán is tanulmányokat folytatott. 1916–1917 között Kernstok Károly szabadiskolájában Rippl-Rónai József mellett dolgozott. 1917-től a Magyar Képzőművészeti Főiskolán Balló Ede oktatta. 1922-ben Kunhegyesen élt és dolgozott. 1924–1926 között Párizsban a Colarossi Akadémia hallgatója volt, itt ismerkedett meg Paul Cezanne és Vincent van Gogh művészetével. 1926-ban hazatért, és a nagybányai festők körébe került. 1928-tól volt kiállító festő. Az 1930-as évek elején Szentendre ihlette tájképfestészetében, s 1934-ben itt is telepedett le. 1933-ban a Paál László Társaság tagja lett. 1935-ben a Vaszary János által alapított Új Művészek Egyesülete tagja lett. 1936-ban a Képzőművészek Új Társasága tagjává választotta. 1941-ben a Szentendrei Festők Társaságának tagja lett. 1972-ben látásának romlása miatt abbahagyta a festészetet.
Élete végéig magába zárkózottan, visszavonultan festett.

## Magánélete
1926-ban házasságot kötött Botos Eszterrel (-1967). 1969-ben ismét házasságot kötött; ekkor Csaba Margitot (1900-1997) vette el.

## Művei

### 1935-ig
- Nagybánya (1929, 1931)
- Virágcserepek ablakpárkányon (Szentendrei részlet) (1931)
- Első önarckép (1932)
- Csendélet abrosszal (1932)
- Lelátás a Dunára (1933)
- Önarckép ecsettel (1933)
- Viharos szentendrei utca (1933)
- Önarckép ecsettel és pipával (1934)
- Sárga emeletes ház (1934)
- Festő modellel (1934)
- Festőnő (1934)
- Sikátor (1935)

### 1936-1942
- Házak kőhordó emberrel (1936)
- Zöld birsek (1936)
- Szegény ember (1936)
- Rab Ráby tér (1938)
- Önarckép piros háttérrel (1938)
- Fehér falak (1939)
- Házak mankós emberrel (1939)
- Zinniák (1939)
- Rab Ráby háza (1940)
- Erdőszéle csikóval (1940)
- Kép feleségemről (1941)

### 1943-tól
- Fák között (1943)
- Molyhos birsek (1943)
- Kék színek (1947)
- Rózsaszín kép (1947)
- Csendélet kompozíció (1948)
- Olvasó kislány (1953)
- Piros csendélet (1956)
- Kútnyomó (1957)
- Virágos udvar (1957)
- Lány a kapuban fiúkkal (1959)
- Zsuzsanna kaktusszal (1959)
- Narancsok és kaktusz (1962)
- Szürkés falak (1965)
- Fehér önarckép (1972)
- Házak és emberek (1972)

## Kiállításai

### Egyéni
- 1920, 1933, 1937, 1960 Jászberény
- 1923, 1986, 1990, 1995 Kunhegyes
- 1936, 1940, 1982 Karcag
- 1937, 1942, 1948, 1958, 1967, 1974, 1978, 1995 Budapest
- 1938 Debrecen
- 1953, 1959, 1970, 1978, 1984 Szentendre
- 1978, 1981, 1993 Szentes
- 1971 Nyíregyháza
- 1987 Tápiószele

### Válogatott, csoportos
- 1928, 1936-1943, 1945-1948, 1955, 1957, 1959-1960, 1962, 1965, 1968, 1975-1976, 1996 Budapest
- 1946, 1952-1953, 1956-1972, 1977, 1979, 1981-1982, 1988, 1994 Szentendre
- 1966 Esztergom, Székesfehérvár
- 1967 Visegrád
- 1969 Debrecen
- 1977, 1979 Székesfehérvár
- 1980 Hódmezővásárhely
- 1982 Keszthely
- 1983 Hatvan

## Emlékezete
1986-ban szülőháza falán emléktáblát helyeztek el. 1990-ben szülővárosában emlékkiállítást rendeztek. 1995-ben születésének 100. évfordulója alkalmából Kunhegyesen róla nevezték el a Művelődési Központot. 2005-ben születésének 110. évfordulójára a Művelődési Központ emlékkiállítást rendezett.

## Díjai
- Munka Érdemrend ezüst fokozata (1965)
- Érdemes művész (1968)
- Kiváló művész (1974)
- a Munka Érdemrend arany fokozata (1975)[1]
- Szentendre város Pro Urbe díja (1977)[1]